# Карачаево-балкарский язык
Карача́ево-балка́рский (карачаевский, балкарский) язы́к (къарачай-малкъар тил, тау тил / Qaraçay-Malqar til, Taw til / قاراچاي مالقار تیل٫ طاو تیل) — один из тюркских языков половецко-кыпчакской группы, язык карачаевцев и балкарцев. Современное название стало общепринятым с 1950-х годов, ранее назывался горско-татарским, горско-тюркским, татарско-джагатайским.

## Классификация
Карачаево-балкарский язык относят к половецко-кыпчакской группе тюркских языков. Наиболее близкие к нему языки — кумыкский, крымскотатарский (средний диалект и литературный язык), крымчакский, караимский, а также языки прошлого — половецкий и армяно-кыпчакский. Распространён в Карачаево-Черкесии и Кабардино-Балкарии, в Средней Азии, Турции, в странах Ближнего Востока. 

## Диалекты
В зависимости от произношения общетюркских согласных дж и ч выделяются два главных диалекта и несколько говоров

1) Чокающие говоры (пример: чач — «волос»):
а) Джокающий карачаевский (джол — «дорога»). Территория — Карачай.
б) Дж’окающий баксанский (дж’ол, где дж’ обозначает более смягчённый звук, чем дж). Территория — долина реки Баксан.
в) Жокающий чегемский (жол). Территория — долина реки Чегем.
г) Смешанный хуламско-безенгиевский (возможны одновременно жол и зол). Территория — долина реки Черек Хуламский.
2) Цокающе-зокающий балкарский (цац и зол). Территория — долина реки Черек Балкарский.
Литературный карачаево-балкарский язык существует с 1920-х годов на основе чокающего карачаево-баксано-чегемского диалекта.
Существующее однако различие между джоканием и жоканием отражено в орфографии и произношении: в Карачаево-Черкессии принято произношение и написание дж, в Кабардино-Балкарии допускается оба произношения — дж (баксанский) и ж (чегемский), что и отражается орфографически как ж. Балкарское произношение не является литературным, при усвоении литературного произношения балкарцы чаще всего заменяют звук з родного говора на ж (как в чегемском).
Для балкарского также характерен переход б > ф и къ > хъ, например: чепген > цефхен — «платье», чыпчыкъ > цыфцыхъ — «воробей».
В балкарском говоре среднеязычные к и г являются звуками более заднего образования, чем в литературном языке.

## Социолингвистическая ситуация

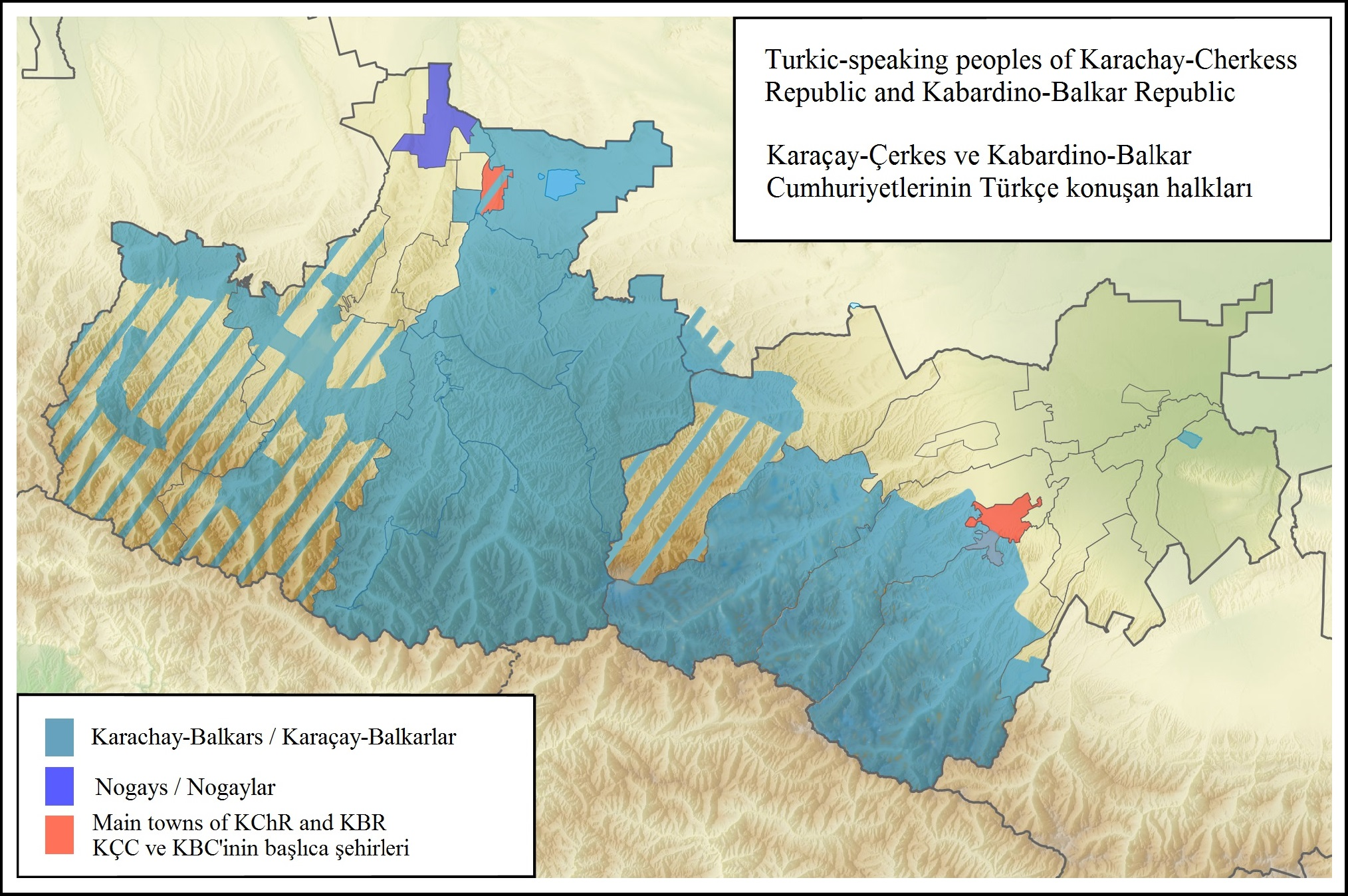

Согласно переписи 2010 года, в Российской Федерации карачаево-балкарским языком владеют 305 364 человека.
По данным сайта Ethnologue, количество носителей по всему миру — 310 730. За пределами России карачаево-балкарский распространён в Турции, некоторых европейских странах, в США.
Карачаево-балкарский язык является одним из государственных языков Карачаево-Черкесской и Кабардино-Балкарской республик. В первой он соответственно называется карачаевским (карач.-балк. къарачай тил), во второй балкарским (карач.-балк. малкъар тил).
На карачаево-балкарском языке выходят газеты «Заман» и «Къарачай», журнал «Минги тау», а также детские журналы «Нюр» и «Илячин».
Существует перевод Корана на карачаево-балкарский язык. С 1978 по 2000 годы были переведены на карачаево-балкарский и изданы книги Нового Завета и Псалтырь; в 2020 году были изданы переводы ветхозаветных книг пророка Даниила, Руфь и Есфирь.

## Письменность
До 1920-х годов использовалась адаптированная арабская система письма. Первые памятники письменности карачаево-балкарского языка в арабской графике датируются концом XVII — началом XVIII веков.
Попытки разработать алфавит для карачаево-балкарского языка на кириллической и латинской основе относятся к 1880-м годам. 1924—1939: орфография на базе латиницы. С 1939 — алфавит на основе кириллицы.
В 1990-х годах несколько номеров газеты «Юйге игилик» (Üyge Igilik) издавались на латинице.
Современный карачаево-балкарский алфавит:
| А а | Б б | В в   | Г г | Гъ гъ | Д д | Дж дж | Е е |
| Ё ё | Ж ж | З з   | И и | Й й   | К к | Къ къ | Л л |
| М м | Н н | Нг нг | О о | П п   | Р р | С с   | Т т |
| У у | Ф ф | Х х   | Ц ц | Ч ч   | Ш ш | Щ щ   | ъ   |
| Ы ы | ь   | Э э   | Ю ю | Я я   |     |       |     |

В Кабардино-Балкарии пишут ж вместо дж, в то время как в Карачаево-Черкессии встречается нъ вместо нг. В некоторых изданиях, особенно советского периода, встречается буква у́ или ў для звука [w].

## Фонология

### Гласные
Карачаево-балкарский содержит восемь гласных фонем. Долгота не является дифференциальным признаком.
| Подъём  | Ряд      | Ряд      | Ряд     | Ряд     |
| Подъём  | Передний | Передний | Задний  | Задний  |
| Подъём  | неогуб.  | огуб.    | неогуб. | огуб.   |
| ------- | -------- | -------- | ------- | ------- |
| Верхний | /i/ ⟨и⟩  | /y/ ⟨ю⟩  | /ɯ/ ⟨ы⟩ | /u/ ⟨у⟩ |
| Средний | /e/ ⟨е⟩  | /ø/ ⟨ё⟩  |         | /o/ ⟨о⟩ |
| Нижний  |          |          | /a/ ⟨а⟩ |         |

В языке есть дифтонги (гласный + глайд): ариу «красивый», тау «гора», тай «жеребёнок».

### Согласные
|          |                |          | Губные  | Передне-язычные | Средне-язычные | Задне-язычные | Увулярные | Гортанные |
| -------- | -------------- | -------- | ------- | --------------- | -------------- | ------------- | --------- | --------- |
| Шумные   | Смычные        | гл.      | /p/ ⟨п⟩ | /t/ ⟨т⟩         |                | /k/ ⟨к⟩       | /q/ ⟨къ⟩  |           |
| Шумные   | Смычные        | зв.      | /b/ ⟨б⟩ | /d/ ⟨д⟩         |                | /ɡ/ ⟨г⟩       |           |           |
| Шумные   | Щелевые        | гл.      | /f/ ⟨ф⟩ | /s/ ⟨с⟩         | /ʃ/ ⟨ш⟩        | /x/ ⟨х⟩       | /χ/ ⟨х⟩   | /h/ ⟨х⟩   |
| Шумные   | Щелевые        | зв.      | /v/ ⟨в⟩ | /z/ ⟨з⟩         | /ʒ/ ⟨ж⟩        |               | /ʁ/ ⟨гъ⟩  |           |
| Шумные   | Смычно-щелевые | гл.      |         | /ts/ ⟨ц⟩        | /tʃ/ ⟨ч⟩       |               |           |           |
| Шумные   | Смычно-щелевые | зв.      |         |                 | /dʒ/ ⟨дж⟩      |               |           |           |
| Сонорные | Носовые        | Носовые  | /m/ ⟨м⟩ | /n/ ⟨н⟩         |                | /ŋ/ ⟨нг⟩      |           |           |
| Сонорные | Боковые        | Боковые  |         | /l/ ⟨л⟩         |                |               |           |           |
| Сонорные | Дрожащие       | Дрожащие |         | /r/ ⟨р⟩         |                |               |           |           |
| Сонорные | Щелевые        | Щелевые  | /w/ ⟨у⟩ |                 | /j/ ⟨й⟩        |               |           |           |

### Сингармонизм
Карачаево-балкарскому языку свойствен сингармонизм гласных: гласный звук уподобляется предшествующему в ряде, а верхние гласные — и в огубленности.
| ед. ч.      | мн. ч.          | 1 л. ед. ч. единич. | 1 л. ед. ч. множеств.  |
| ----------- | --------------- | ------------------- | ---------------------- |
| тенг «друг» | тенгле «друзья» | тенгим «мой друг»   | тенглерим «мои друзья» |
| ат «конь»   | атла «кони»     | атым «мой конь»     | атларым «мои кони»     |
| бут «нога»  | бутла «ноги»    | бутум «моя нога»    | бутларым «мои ноги»    |
| сёз «слово» | сёзле «слова»   | сёзюм «моё слово»   | сёзлерим «мои слова»   |

### Фонетические процессы
Согласным карачаево-балкарском языке свойственны процессы ассимиляции и диссимиляции, а также морфологическое чередование глухих и звонких (аякъ «нога» — аягъым «моя нога»). Гласные могут быть подвержены элизии.

## Морфология

### Имя
Именная морфология карачаево-балкарского языка характеризуется отсутствием морфологического рода, двумя числами (ед. и мн.ч.), шестью падежами и развитым набором суффиксов.
Прилагательные — спорная категория в карачаево-балкарском языке. Многие из них могут употребляться в качестве наречий и наоборот. То же самое верно и в отношении существительных. Но, в отличие от этих двух категорий, прилагательные имеют степени сравнения. В атрибутивной функции не маркируются по числу и падежу.
Система местоимений включает в себя личные, возвратные, вопросительные, указательные, определительные и неопределённые.
Язык имеет две параллельных системы числительных: десятичную и двадцатеричную. От числительного «один» до «двадцать» они идентичны, а дальше проявляются различия (например, 30 — отуз «тридцать» и джыйырма бла он «двадцать и десять» соответственно).

### Глагол
Наиболее сложная категория в карачаево-балкарском языке, присоединяет к себе множество аффиксов с разными значениями. Выделяются формы деепричастия и причастия.
Порядок аффиксов в глаголе фиксирован. В общем виде можно дать такую схему:
| Корень | Словообразовательные аффиксы | Возможность Невозможность Отрицание | Наклонение | Вопросительность | Лицо и число |
| ------ | ---------------------------- | ----------------------------------- | ---------- | ---------------- | ------------ |

### Наречие
По-видимому, в карачаево-балкарском языке нет «первичных», непроизводных наречий. Таким образом слова, которые можно назвать наречиями, это:
- прилагательные, которые могут использоваться как наречия;
- различные дериваты от указательных местоимений бу «этот» и ол «тот»;
- имена, местоимения и  именные группы, чаще всего в косвенных падежах, используемые в качестве наречий.

### Послелоги
Отношения, которые в индоевропейских языках, например в русском, выражаются предлогами, в карачаево-балкарском выражаются большей частью послелогами.

### Союзы
В языке 8 основных сочинительных союзов (значения «и», «или», «но»).
Подчинение же выражается при помощи (дее)причастной формы глагола в подчинённом предложении либо наречия, выражающего отношения между частями предложения.

## Лексика
Основной фонд лексики карачаево-балкарского языка состоит из слов тюркского происхождения. Имеется немало схождений с языками соседних народов, например, осетинским — до 600 слов. Ещё в XIX в. в карачаево-балкарский язык устным путём проникли 150—200 русских слов. В современном языке русизмов насчитывается не менее 8000, или около 20% из 35-тысячного словаря, большая часть заимствована письменным путём. Кроме этого имеется обширный ряд заимствований из арабского, персидского, грузинского, греческого и других.

## История изучения
Первые сведения о карачаево-балкарском языке встречаются у Юлиуса Клапрота (первая половина XIX в.), полный грамматический очерк карачаево-балкарского языка принадлежит Абдул-Кериму Мухаммад-эфендиевичу Хубиеву (1897), после такой же очерк о балкарском языке был написан Николаем Карауловом (1912). Впоследствии значительный вклад в изучение карачаево-балкарского языка внесли Александр Боровков, Умар Алиев, Ибрагим Ахматов, Магомет Хабичев и другие исследователи.
Отделение теоретической и прикладной лингвистики МГУ осуществляло несколько успешных экспедиций в Кабардино-Балкарию.

## В массовой культуре
Герои фильма Андрея Прошкина «Орда» говорят на карачаево-балкарском языке. Консультации при переводе текста оказывали балкарские деятели культуры Музафар и Фатимат Таукеновы. За тем, чтобы актёры во время съёмок и озвучивания правильно произносили текст, следили переводчики.